# Адам Ант
Адам Ант (Adam Ant), роден като Стюърт Лесли Годард (Stuart Leslie Goddard), е британски музикант от цигански произход.
Добива популярност като фронтмен на ню романтик / пост-пънк групата „Адам Енд Дъ Антс“.
По-късно предприема солова кариера и регистрира 10 хита в „Топ 10“ от 1980 до 1983 г., включително 3 достигания до № 1. Ант е популярен в САЩ и дори веднъж е определен за най-сексапилен мъж в Америка от зрители на „Ем Ти Ви“. Работил е още като актьор, играл е в над 25 филма и ТВ епизоди от 1985 до 2003 година.
От 2010 г. насам Ант усърдно възобновява музикалната си кариера, като редовно изпълнява на живо в родния си Лондон и извън него. Записва и издава нов албум и прави 3 пълни британски национални турнета, американско национално турне и кратко австралийско турне.